# دارالارکان
دارالارکان (عربی: دارالأركان) شرکت املاک عربستانی است، که در سال ۱۹۹۴ تأسیس شد.